# Pentros
Pentros (em grego: Πέντροι; romaniz.: Pentri) eram uma tribo dos Samnitas, aparentemente uma das subdivisões mais importantes desse povo indo-europeu seminômade.

## Localização
A sua capital era Boviano, no coração do território samnita, com o que é provável que ocuparam a totalidade do distrito íngreme e montanhoso que se estende das fronteiras do Lácio ao mar Adriático. É impossível determinar os limites exatos do seu território, bem como separar a sua história do restante de tribos samnitas.

## História
É possível, certamente, que, ao longo das longas Guerras Samnitas com Roma, os pentros exerceram o liderado das tribos, e sempre participaram da guerra, sejam mencionados explicitamente ou não. A única ocasião em que se adverte um comportamento independente do restante dos seus afins é durante a Segunda Guerra Púnica. Lívio afirma que todos os samnitas, excetuando os Petri, mostraram-se favoráveis à aliança com Aníbal após a batalha de Canas (216 a.C.).
Esta é a última ocasião em que são mencionados por historiadores clássicos. Toda traça de distinção entre eles e o restante de samnitas perdeu-se em consequência, e o seu nome nem sequer é mencionado por Plínio, o Velho ou Estrabão.